# Длуґоленка (Підляське воєводство)
Длуґоленка (пол. Długołęka) — село в Польщі, у гміні Крипно Монецького повіту Підляського воєводства.
Населення — 720 осіб (2011).
У 1975-1998 роках село належало до Білостоцького воєводства.

## Демографія
Демографічна структура станом на 31 березня 2011 року:
|          | Загалом | Допрацездатний вік | Працездатний вік | Постпрацездатний вік |
| -------- | ------- | ------------------ | ---------------- | -------------------- |
| Чоловіки | 356     | 69                 | 246              | 41                   |
| Жінки    | 364     | 76                 | 197              | 91                   |
| Разом    | 720     | 145                | 443              | 132                  |